# Les Refoules de Schengen
 (janvier 2020).
Si vous disposez d'ouvrages ou d'articles de référence ou si vous connaissez des sites web de qualité traitant du thème abordé ici, merci de compléter l'article en donnant les références utiles à sa vérifiabilité et en les liant à la section « Notes et références ».
Albums de Bozi Boziana
Mbanzi ya Gamundele
(1996) Position Eyebani
(1999)
Les Refoules de Schengen est un album de Bozi Boziana avec l'orchestre Anti Choc, sorti en avril 1997.

## Titres
| No  | Titre                    | Auteur | Durée |
| --- | ------------------------ | ------ | ----- |
| 1.  | Nemiala de Berlin        |        |       |
| 2.  | Ba ngambo ya la vie      |        |       |
| 3.  | Meli-Melo Folk           |        |       |
| 4.  | Les Refoules de Schengen |        |       |
| 5.  | Vendredi noir            |        |       |
| 6.  | Prince Ya N'djili        |        |       |
| 7.  | Fatimata                 |        |       |
| 8.  | Yessa                    |        |       |
| 9.  | Mina Plaisir             |        |       |
| 10. | Petite Anto              |        |       |
| 11. | La Vie (Slow)            |        |       |

## Participants

### Chant
- Djo Nolo
- Luciana
- Deo Brando
- Valérie
- Constance
- Mi Flo
- Betty Bis

### Guitares
- Rigo Star
- Nene Tchaku
- Jyson Janvier Okota

### Basse
- Rigo Star
- Nguma

### Clavier et programmation
- Philippe Guez
- Michel Lorentz